# Sony Interactive Entertainment
Sony Interactive Entertainment, LLC (japansk: ソニー・インタラクティブエンタテインメント Kabushiki Gaisha Sonī Konpyūta Entateinmento) (SCEI) er et videospils virksomhed specialiserede i utallige områder af videospils industrien, mest i videospil men også spilkonsoller og er et datterselskab af Sony og blev oprettet den 16. november 1993 i Tokyo, Japan.
SCEI styre produktionen og udviklinger af deres software og hardware, til deres højt-sælgende PlayStation-linje af håndholdt og spilkonsoller. SCEI udviklere også deres egne spil til konsollerne der er dækket af utallige virksomheder der dækker det globale marked: United States of America, Europa, Oceanien, Asien.
Deres spils soundtrack bliver udviklet af Sonys japanske firma Aniplex.
Den tidligere CEO af firmaet var Ken Kutaragi også kendt som "Faderen af PlayStationen". Kutaragi var også præsident af SCEI indtil d. 30. november 2006 hvor positionen blev overtaget af Kaz Hirai.  D. 26. april 2007 annoncerede Sony at Kutaragi ville overgive sin stilling ved SCEI d. 19. juni 2007.  Kaz Hirais position er nu overladt til Jack Tretton. 

## Konsoller

### PlayStation
Sonys første togt ind i spilindustrien, var PlayStation (kaldt PSX under produktionen. Anden gen. Blev kaldt PSone og var 50% mindre), var oprindeligt produceret som en tillægspakke til Nintendos Super Nintendo Entertainment System (eller Super Famicom) spilkonsol som et svar på Segas Sega CD.
Da ideen om at udgive konsollen som en tillægspakke smuldrede, transformerede Sony konsollen ind til den nuværende version. PlayStationen blev udgivet i Japan d 3. december 1994 og senere i Nord Amerika d 9. september 1995, konsollen blev hurtigt populær, og blev den bedst sælgende konsol den generation.

### PlayStation 2
Imens Sonys tidligere konsol stadig topsælgede, udgav Sony deres 6 generations konsol PlayStation 2 der blev udgivet i Japan d 4. marts 2000, og senere i Nord Amerika d 26. oktober 2000.
PS2 benyttede den velkendte central processing unit (CPU) Emotion Engine og var den første konsol der kunne afspille DVD diske. Nogle udviklere klagede over at den var for svær at udvikle til, og den ikke var ligeså kraftig som sine modstandere.
Alligevel havde Playstation 2 et vidt spredt support af tredje parts udviklere og var stærk succesfuld på markedet.
Konsollen blev den mest solgte konsol med Microsofts Xbox på andenpladsen, Nintendos GameCube og på fjere Segas Dreamcast.

### PSX
I december 2003, opgraderede Sony deres PlayStation 2 med DVD brænding og en harddisk med video optagelses- support. Det opgraderede system blev kaldt PSX (der også var kodeordet for den første PlayStation). PSX har media support sammen med Sonys PSP. På grund af dens upopulærtet, blev konsollen aldrig solgt ude for Japan.

### PlayStation 3
Den nyeste konsol der er lanceret i PlayStation serien er Sonys 7 generations konsol PlayStation 3 (også kaldt PS3), der blev lanceret i november 2006.
Des unikke processor arkitektur kaldt Cell Microprocessor, er en teknologi udviklet af Sony med hjælp fra Toshiba og IBM.
Grafik processoren, kaldt RSX 'Reality Synthesizer', blev produceret sammen med NVIDIA og Sony. Indtil videre, er konsollen bag sine konkurrenter, Xbox 360 og Nintendos Wii "salgs-set".
Utallige udgaver af konsollen er produceret der inkludere 20, 40, 60, 80, og 160GB versionen.
20, 40, og 60GB versionen med bagudkompatibilitet er blevet standset, for at spare i produktions budgettet.
En 120GB, 250GB og 320GB (320Gb er blevet frigivet 15/9-10. stykke tid efter at 120GB og 250GB blev udgivet) Move Slim model er blevet frigivet, og er den nuværende standard-model. 20, 40, 60 og 80GB versionerne, bliver ikke produceret længere.

## Fodnoter
1. ↑  "Arkiveret kopi" (PDF). Arkiveret fra originalen (PDF) 6. december 2006. Hentet 22. november 2008.
2. ↑  Sony Global – Press Release – SCEI and Sony announce Executive Management Transitionat Sony Computer Entertainment
3. ↑  http://www.msnbc.msn.com/id/15992406 Sony annoncere ny CEO